# Hilbertsche Probleme
Die Hilbertschen Probleme sind eine Liste von 23 Problemen der Mathematik. Sie wurden von dem deutschen Mathematiker David Hilbert am 8. August 1900 beim Internationalen Mathematiker-Kongress in Paris vorgestellt und waren zu diesem Zeitpunkt ungelöst.

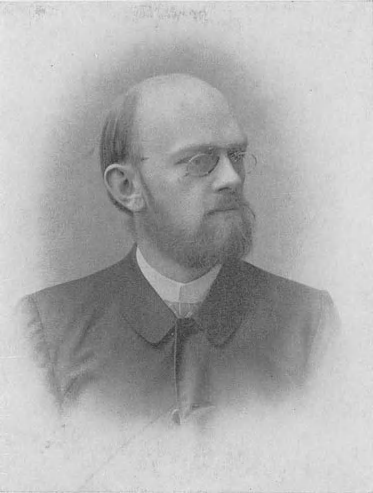
David Hilbert (etwa 1900)

## Geschichte

### Vorgeschichte und Hintergrund

#### Hilberts Vorbereitung auf den Mathematikerkongress 1900
Hilbert war eingeladen worden, für den zweiten internationalen Mathematikerkongress im August 1900 in Paris einen Vortrag zu halten.
Er entschloss sich, keinen „Festvortrag“ zu halten, in dem er das bisher in der Mathematik Erreichte referieren und würdigen würde, und auch nicht auf den Vortrag von Henri Poincaré beim ersten internationalen Mathematikerkongress 1897 zu antworten, der über die Beziehung von Mathematik und Physik vorgetragen hatte. Sein Vortrag sollte stattdessen gewissermaßen einen programmatischen Ausblick auf die zukünftige Mathematik im kommenden Jahrhundert bieten. Diese Zielsetzung kommt in seinen einführenden Worten zum Ausdruck:

„Wer von uns würde nicht gerne den Schleier lüften, unter dem die Zukunft verborgen liegt, um einen Blick zu werfen auf die bevorstehenden Fortschritte unsrer Wissenschaft und in die Geheimnisse ihrer Entwicklung während der künftigen Jahrhunderte! Welche besonderen Ziele werden es sein, denen die führenden mathematischen Geister der kommenden Geschlechter nachstreben? Welche neuen Methoden und neuen Thatsachen werden die neuen Jahrhunderte entdecken – auf dem weiten und reichen Felde mathematischen Denkens?“

Er nahm den Kongress daher zum Anlass, eine thematisch breit gefächerte Liste von ungelösten mathematischen Problemen zusammenzustellen. Bereits im Dezember 1899 begann er, sich über das Thema Gedanken zu machen. Zu Beginn des neuen Jahres bat er dann seinen engen Freund Hermann Minkowski sowie Adolf Hurwitz um Vorschläge, welche Gebiete ein entsprechender Vortrag abdecken müsse; beide lasen das Manuskript und kommentierten es vor dem Vortrag. Endgültig niedergeschrieben hat Hilbert seine Liste allerdings erst unmittelbar vor dem Kongress – im offiziellen Kongressprogramm taucht sie deshalb noch gar nicht auf. Ursprünglich sollte der Vortrag zur Eröffnung gehalten werden, Hilbert arbeitete zu diesem Zeitpunkt aber noch daran.

#### Mathematikerkongress
Zum Kongress waren weniger Mathematiker gekommen als erwartet (rund 250 statt wie erwartet 1000). Hurwitz und Felix Klein waren nicht anwesend, dafür Minkowski. Hilbert war Präsident der Sektion Algebra und Zahlentheorie, die vom 7. August (dem zweiten Tag der Konferenz) bis zum 10. August tagte. Der Vortrag von Hilbert fand im Rahmen der Sektionen 5 und 6 (Bibliographie, Geschichte, Unterricht und Methoden, Präsidentschaft Moritz Cantor) am Mittwoch, den 8. August vormittags an der Sorbonne statt.
Aus Zeitgründen stellte er zunächst nur zehn Probleme vor (Nr. 1, 2, 6, 7, 8, 13, 16, 19, 21, 22). Die Anwesenden erhielten eine französische Zusammenfassung der Liste, die wenig später in der schweizerischen Zeitschrift L’Enseignement Mathématique erschien. Der vollständige deutsche Originalartikel erschien kurze Zeit später in den Nachrichten der Königlichen Gesellschaft der Wissenschaften zu Göttingen und im Jahr 1901 mit einigen Ergänzungen im Archiv der Mathematik und Physik.
Im Jahr 2000 entdeckte der deutsche Historiker Rüdiger Thiele in den Original-Notizen Hilberts ein 24. Problem, das jedoch in der endgültigen Version der Liste fehlte und dem Gebiet der Beweistheorie zugeschrieben werden kann.

### Probleme der Arbeit

#### Formulierung der Problemstellung
Die Mathematik zur Jahrhundertwende war noch wenig gefestigt. Die Tendenz, Worte durch Symbole und vage Konzepte durch strenge Axiomatik zu ersetzen, war noch nicht sehr ausgeprägt und sollte erst der folgenden Mathematikergeneration erlauben, ihr Fach stärker zu formalisieren. Hilbert konnte noch nicht auf die Zermelo-Fraenkel-Mengenlehre, Begriffe wie den topologischen Raum und das Lebesgue-Integral oder die Church-Turing-These zurückgreifen. Die Funktionalanalysis, die unter anderem von Hilbert selbst mit der Einführung des nach ihm benannten Hilbert-Raumes begründet wurde, hatte sich als mathematisches Gebiet noch nicht von der Variationsrechnung abgetrennt.
Viele der Probleme in Hilberts Liste sind – zum Teil auch aus diesem Grund – nicht so genau und eingeschränkt formuliert, dass sie eindeutig durch die Veröffentlichung eines Beweises gelöst werden könnten. Manche Probleme sind weniger konkrete Fragestellungen als eher Aufforderungen, auf bestimmten Gebieten zu forschen; bei anderen Problemen sind die Fragen zu vage gestellt, um genau sagen zu können, was Hilbert als Lösung angesehen hätte.
Ein Irrtum Hilberts allerdings, der jedoch die Formulierung der Probleme nicht beeinträchtigt, ist in der Einleitung des Artikels zu finden. Dort bringt er seine Überzeugung zum Ausdruck, dass jedes Problem grundsätzlich lösbar sein muss:

„Diese Überzeugung von der Löslichkeit eines jeden mathematischen Problems ist uns ein kräftiger Ansporn während der Arbeit; wir hören in uns den steten Zuruf: Da ist das Problem, suche die Lösung. Du kannst sie durch reines Denken finden; denn in der Mathematik gibt es kein Ignorabimus!“

#### Lösbarkeit der Probleme
Der grundlegende erkenntnistheoretische Optimismus Hilberts musste etwas relativiert werden. Spätestens 1931 mit der Entdeckung des Gödelschen Unvollständigkeitssatzes und Turings Beweis von 1936, dass das Entscheidungsproblem nicht lösbar ist, kann dieser Denkansatz Hilberts in der ursprünglichen Formulierung als zu eng gefasst betrachtet werden. Das entwertet die Liste jedoch nicht, denn auch negative Lösungen, wie zum Beispiel des zehnten Problems, führen mitunter zu großem Erkenntnisgewinn.

#### Auswahl der Probleme
Die Auswahl der Probleme ist eine teilweise sehr persönliche Auswahl von Hilbert und erwuchs aus seiner eigenen Arbeit, wobei er sich aber wie erwähnt mit seinem engen Freund Minkowski und Hurwitz (der für die Vielseitigkeit seiner mathematischen Arbeit und seinen enzyklopädischen Überblick bekannt war) beriet. Ivor Grattan-Guinness nennt einige auffällige Lücken.
Zum einen die große Fermat-Vermutung und das Dreikörperproblem (worüber Poincaré viel arbeitete), die er zwar in der Einleitung als Paradebeispiele mathematischer Probleme erwähnt, aber nicht in seine Liste aufnimmt. Angewandte Mathematik ist wenig vertreten (man könnte höchstens Problem 6 dort einordnen), ebenso wenig numerische Mathematik (nur kurz in Problem 13 erwähnt, dessen Kern aber anderswo liegt) und das später Funktionalanalysis genannte Teilgebiet der Analysis, auf dem Hilbert selbst 1903 bis 1910 intensiv arbeitete. Die Elektrodynamik bewegter Körper (Vorgeschichte der Relativitätstheorie) fehlte ebenfalls und war damals ein sehr aktives Forschungsgebiet, auf dem auch Poincaré arbeitete und über das Joseph Larmor, der auch bei einer Sektion auf dem Kongress präsidierte, im selben Jahr ein bedeutendes Buch veröffentlichte (Aether and Matter).
Auslassung von mathematischer Logik, Statistik und Matrix-Theorie (Lineare Algebra) findet Grattan-Guinness dagegen verständlich, da sie damals noch nicht wie heute eine so prominente Stellung erhielten. Im Gegensatz dazu legte Poincaré in seinem Vortrag auf dem Internationalen Mathematikerkongress von 1908 über die Zukunft der Mathematik, gewissermaßen eine Antwort auf Hilbert, viel Wert auf Anwendungen, stellte die künftige Entwicklung der Topologie („Geometrie der Lage“) als zentrales Anliegen der Mathematik heraus (bei Hilbert taucht sie in Problem 5 und 16 auf) und betonte auch die Bedeutung der Mengenlehre („Cantorismus“), bei Hilbert gleich in Problem 1 vertreten. Seine Darstellung war aber insgesamt viel vager und skizzenhafter als bei Hilbert.

### Einfluss der Liste

#### Reaktionen der Kongressbesucher
Die unmittelbare Reaktion auf dem Kongress war nach der Schilderung von Charlotte Angas Scott enttäuschend, möglicherweise dem trockenen Vortragsstil von Hilbert geschuldet oder Sprachproblemen (Hilbert trug auf Deutsch vor, hatte aber zuvor eine Zusammenfassung auf Französisch verteilen lassen). Es meldete sich Giuseppe Peano zu Wort, um zu bemerken, dass seine Schule (Cesare Burali-Forti, Mario Pieri, Alessandro Padoa) das Problem der Grundlegung der Arithmetik im Wesentlichen gelöst hätte und sein Schüler Alessandro Padoa darüber auf dem gleichen Kongress einen Vortrag halten würde.
Der beim Vortrag ebenfalls anwesende Rudolf Mehmke machte eine Bemerkung über Fortschritte durch numerische (nomographische) Methoden im Problem 13, speziell bei der Gleichung 7. Grades. Von Poincaré ist keine Reaktion bekannt, wahrscheinlich war er auch nicht beim Vortrag Hilberts anwesend. Nach Ivor Grattan-Guinness war er damals mehr an angewandten Fragen interessiert und außerdem dem axiomatischen Zugang weniger zugetan. Auf demselben Kongress trug er in einem der beiden Schlussvorträge am 11. August über die Rolle von Intuition und Logik in der Mathematik vor und betonte die Rolle der Intuition. Später griff er aber das Problem der Uniformisierung (Hilberts Problem 22) auf und in seinem Vortrag über die Zukunft der Mathematik auf dem Internationalen Mathematikerkongress 1908 in Rom reihte er auch das Problem der Grenzzyklen (Teil von Problem 16, bei dem Hilbert explizit auf Poincaré Bezug nahm) in seine eigene Problemliste ein. Dort lobt er auch Hilbert für seine Arbeiten zur axiomatischen Methode und beim Dirichlet-Problem. Bei Herausgabe des Konferenzbandes 1902 würdigte man ausdrücklich die Wichtigkeit des Hilbertschen Vortrags und druckte ihn deshalb außerhalb seiner Sektion am Anfang ab, unmittelbar gefolgt von dem Vortrag von Poincaré.

#### Einfluss auf die Entwicklung der Mathematik
Hilberts Liste war dazu gedacht, die weitere Entwicklung der Mathematik zu beeinflussen. Begünstigt durch den Umstand, dass Hilbert zu den renommiertesten Mathematikern seiner Generation gehörte, ging dieser Plan auf: Es versprach erheblichen Ruhm, eines der Probleme auch in Teilen zu lösen, sodass sich immer mehr Mathematiker mit den Themen aus Hilberts Vortrag beschäftigten und somit – selbst wenn sie scheiterten – die entsprechenden Teilgebiete weiterentwickelten. Die Vorstellung dieser Liste übte somit einen wesentlichen Einfluss auf die Entwicklung der Mathematik im 20. Jahrhundert aus. Yuri Manin sieht dagegen eine Liste spezieller Probleme wie die der Hilbert-Probleme als Ablenkung von den wahren zentralen Themen der Geschichte der Mathematik, die in der Verfolgung von Programmen wie dem der Mathematikergruppe Bourbaki oder dem Langlands-Programm, und der Verfolgung zunächst nur metaphorisch erkennbarer Strukturen zwischen verschiedenen Gebieten der Mathematik oder der Mathematik und Physik, wie unterschiedliche Verbindungen vom Diskreten (Zahlentheorie) zum Kontinuierlichen (theoretische Physik) zu finden sind.
Obwohl es mehrfach Versuche gab, diesen Erfolg zu wiederholen, hatte keine andere Sammlung von Problemen und Vermutungen einen vergleichbaren Einfluss auf die Entwicklung der Mathematik. Einflussreich, aber auf ein Teilgebiet der Zahlentheorie beschränkt, waren die Weil-Vermutungen, benannt nach dem Mathematiker André Weil, und explizit an das Vorbild der Liste von Hilbert schlossen sich ähnliche Listen von John von Neumann auf dem Internationalen Mathematikerkongress 1954 (mit geringem Einfluss, der Vortrag wurde nicht einmal publiziert) und von Stephen Smale an (Smale-Probleme). Im Jahr 2000 lobte das Clay Mathematics Institute Preisgelder von jeweils einer Million US-Dollar für die Lösung von sieben wichtigen Problemen aus. Die Berühmtheit von Hilberts Artikel bleibt bisher jedoch einzigartig.

## Die Probleme
An den Beginn seiner Liste stellte Hilbert Fragen der axiomatischen Mengenlehre und andere axiomatische Überlegungen. In seinen Augen war es besonders wichtig, dass sich die mathematische Gemeinschaft Klarheit über die Fundamente der Mathematik verschafft, um tiefer gehende Aussagen besser verstehen zu können. Das betraf nicht nur die axiomatischen Grundlagen der Geometrie, worüber Hilbert selbst kurz zuvor (1899) ein Buch veröffentlicht hatte, sondern auch die Physik. Es folgen einige Fragen der Zahlentheorie, die durch algebraische Themen und schließlich durch Probleme aus der Funktionentheorie und Variationsrechnung bzw. Analysis ergänzt werden.
Kurze Übersicht:
- 1. Problem, Gebiet: mathematische Logik
- 2. Problem, Gebiet: mathematische Logik
- 3. Problem, Gebiet: Geometrie
- 4. Problem, Gebiet: Geometrie
- 5. Problem, Gebiet: algebraische Topologie
- 6. Problem, Gebiet: Physik
- 7. Problem, Gebiet: Algebra
- 8. Problem, Gebiet: analytische Zahlentheorie
- 9. Problem, Gebiet: algebraische Zahlentheorie
- 10. Problem, Gebiet: algebraische Zahlentheorie
- 11. Problem, Gebiet: Zahlentheorie
- 12. Problem, Gebiet: algebraische Zahlentheorie
- 13. Problem, Gebiet: Zahlentheorie
- 14. Problem, Gebiet: Algebra
- 15. Problem, Gebiet: algebraische Geometrie
- 16. Problem, Gebiet: algebraische Kurven
- 17. Problem, Gebiet: Algebra
- 18. Problem, Gebiet: Geometrie
- 19. Problem, Gebiet: Variationsrechnung
- 20. Problem, Gebiet: Differentialgleichungen
- 21. Problem, Gebiet: Differentialgleichungen
- 22. Problem, Gebiet: Differentialgeometrie
- 23. Problem, Gebiet: Variationsrechnung

Legende:
- Probleme, die weitgehend gelöst sind, sind grün hinterlegt.
- Probleme, die teilweise gelöst sind, sind gelb hinterlegt.
- Probleme, die noch ungelöst sind, sind rot hinterlegt.

### Hilberts erstes Problem
Fragestellung: Gibt es eine überabzählbare Teilmenge der reellen Zahlen, die in ihrer Mächtigkeit echt kleiner ist als die reellen Zahlen?
Lösung: Unentscheidbar im klassischen Axiomensystem.
In der Mengenlehre gehen Mathematiker heute zumeist von ZFC, dem Zermelo-Fraenkelschen Axiomensystem mit Auswahlaxiom aus (letzteres wird manchmal auch weggelassen), das alle mathematischen Überlegungen formal fundiert. Man kann zeigen, dass auf dieser Grundlage viele Mengen dieselbe Mächtigkeit besitzen, so zum Beispiel die Menge der reellen Zahlen, die Menge der komplexen Zahlen, das (reelle) Intervall {\displaystyle [0,1]} oder die Potenzmenge der natürlichen Zahlen. Die Kontinuumshypothese besagt nun, dass alle unendlichen Mengen, die nicht mehr abzählbar sind, das heißt nicht in eine 1:1-Beziehung mit den natürlichen Zahlen gebracht werden können, mindestens die Mächtigkeit der reellen Zahlen besitzen.
Kurt Gödel konnte 1939 zeigen, dass die Kontinuumshypothese zu ZFC relativ widerspruchsfrei ist: Falls ZFC zu keinem Widerspruch führt, so bleibt diese Eigenschaft erhalten, wenn man das Axiomensystem um die Kontinuumshypothese ergänzt. Paul Cohen konnte schließlich 1963 zeigen, dass auch die Negation der Kontinuumshypothese relativ widerspruchsfrei zu ZFC ist, sie also nicht aus ZFC gefolgert werden kann. Daraus folgt, dass die Kontinuumshypothese unabhängig vom klassischen Axiomensystem ist und bei Bedarf als neues Axiom eingesetzt werden kann. Für den Beweis entwickelte Cohen eine der wichtigsten Methoden der axiomatischen Mengenlehre, die Forcing-Methode, die auch bei der Untersuchung der Unabhängigkeit vieler anderer Sätze in ZFC benutzt wurde.
Eine verwandte Frage, die Hilbert in der Formulierung seines Problems hinzugefügt hat, ist, ob eine Wohlordnung der reellen Zahlen existiert. Ernst Zermelo konnte beweisen, dass dies auf Grundlage von ZFC tatsächlich der Fall ist. Ohne das Auswahlaxiom, also im System ZF, kann die Aussage nicht gezeigt werden.
- Donald A. Martin: Hilbert’s first problem: the continuum hypothesis. In: F. Browder: Mathematical developments arising from Hilbert’s problems. AMS, Teil 1, 1976, S. 81–92.

### Hilberts zweites Problem
Fragestellung: Sind die arithmetischen Axiome widerspruchsfrei?
Lösung: Nach dem Unvollständigkeitssatz von Kurt Gödel kann diese Frage nicht mit Hilfe der arithmetischen Axiome beantwortet werden.
Giuseppe Peano hatte 1889 ein arithmetisches Axiomensystem beschrieben, das die Fundierung der Mathematik festlegen sollte. Hilbert war der Überzeugung, dass es damit möglich sein müsste zu zeigen, dass nur von dieser Grundlage ausgehend in endlich vielen Schritten (mit finiten Methoden) kein Widerspruch erzeugt werden kann. Diese Hoffnung zerstörte jedoch Kurt Gödel, als er 1930 mit seinem Unvollständigkeitssatz zeigte, dass dies nicht unter ausschließlicher Verwendung der Peano-Axiome möglich ist. Mit transfiniten Methoden, die nach Hilberts ursprünglichem Programm aber nicht zugelassen waren, gelang 1936 Gerhard Gentzen der Beweis der Widerspruchsfreiheit der Arithmetik.
- Georg Kreisel: What have we learnt of Hilbert’s second problem? In: F. Browder: Mathematical developments arising from Hilbert’s problems. AMS, Teil 1, 1976, S. 93–130.

### Hilberts drittes Problem
Fragestellung: Sind zwei beliebige Tetraeder mit gleichen Grundflächen und gleichen Höhen stets zerlegungsgleich oder lassen sie sich mit kongruenten Polyedern zu zerlegungsgleichen Körpern ergänzen?
Lösung: Weder ersteres noch letzteres ist der Fall.
Zwei Körper heißen zerlegungsgleich, wenn der eine sich so in endlich viele Teile zerlegen lässt, dass sich die einzelnen Teile wieder zum zweiten Körper zusammenfügen lassen. In der zweidimensionalen Ebene gilt, dass Vielecke genau dann den gleichen Flächeninhalt besitzen, wenn sie zerlegungsgleich sind (siehe Satz von Bolyai-Gerwien). Es gibt dort eine elementare, auf Zerlegung in Dreiecke beruhende Theorie des Flächeninhalts einfacher, von geraden Seiten begrenzter Figuren (Vielecke), und man ist nicht auf nicht-elementare Methoden wie die Exhaustionsmethode angewiesen, die einen Grenzübergang erfordert und bei Flächen mit gekrümmten Rändern zur Anwendung kommt. Die Frage liegt also nahe, ob dieses Ergebnis auch im dreidimensionalen Raum gilt.
Max Dehn, ein Schüler von Hilbert, konnte diese Frage bereits 1900, kurz nach der Veröffentlichung der 23 Probleme, mit „Nein“ beantworten. Er ordnete dazu jedem Polyeder eine Dehn-Invariante genannte Zahl zu. Es gab damit zusätzlich zum Volumen eine weitere Polyedern zugeordnete Zahl, die bei der Zerlegung von Polyedern gleich (invariant) blieb. Sie hing von den Winkeln benachbarter Seiten im Polyeder und dessen Kantenlängen ab (und ist definiert als Summe der Tensorprodukte von Kantenlänge und Winkel der an eine Kante stoßenden Seiten über alle Kanten des Polyeders). Mit der Beobachtung, dass jeder Würfel die Dehn-Invariante {\displaystyle 0} und jedes regelmäßige Tetraeder eine von {\displaystyle 0} verschiedene Dehn-Invariante besitzt, folgt dann die Aussage. Das Problem ist das erste von Hilberts Liste, das gelöst wurde.
Während Dehn zeigte, dass für Zerlegungsgleichheit im dreidimensionalen euklidischen Raum die Gleichheit der Dehnzahlen notwendig ist (für das Volumen war das schon vorher klar), zeigte J. P. Sydler 1965, dass das auch hinreichend ist: Zwei Polyeder sind genau dann zerlegungsgleich, falls Volumen und Dehnzahl gleich sind. Für mehr als vier Dimensionen (für vier Dimensionen lässt sich ein ähnlicher Satz mit Hilfe von Hadwiger-Invarianten statt Dehn-Invarianten beweisen, von Hugo Hadwiger eingeführte Verallgemeinerungen von Dehn-Invarianten auf höheren Dimensionen) oder zum Beispiel den nichteuklidischen Raum ist kein vergleichbares Ergebnis bekannt. Wenn man die Bewegungen auf Translationen einschränkt, lässt sich allerdings Zerlegungsgleichheit von Polyedern mit Hilfe der Hadwiger-Invarianten in beliebigen Dimensionen charakterisieren.
- C. H. Sah: Hilbert’s third problem: scissors congruence. Pitman, 1979.
- V. G. Boltianskii: Hilbert’s third problem. Wiley, 1978.

### Hilberts viertes Problem
Fragestellung: Wie lassen sich die Metriken charakterisieren, in denen alle Geraden Geodäten sind?
Lösung: Heute gibt es zahlreiche Publikationen, die sich mit der Charakterisierung derartiger Metriken beschäftigen. Hilberts Problem ist jedoch zu vage gestellt, als dass man eine klare Lösung erfahren könnte.
Über 2000 Jahre lang wurde Geometrie anhand der fünf Axiome von Euklid gelehrt. Gegen Ende des 19. Jahrhunderts begann man zu untersuchen, was das Hinzufügen und Entfernen verschiedener Axiome für Konsequenzen hat. So untersuchte Lobatschewski eine Geometrie, in der das Parallelenaxiom nicht gilt, und Hilbert betrachtete ein System, in dem das Archimedische Axiom fehlte. Hilbert untersuchte schließlich ausführlich die axiomatischen Grundlagen der Geometrie in seinem gleichnamigen Buch. In seinen 23 Problemen forderte er schließlich zu einer „Aufstellung und systematischen Behandlung der […] Geometrien“ auf, die einem bestimmten Axiomensystem genügen, in dem insbesondere die kürzeste Verbindung zweier Punkte stets die Gerade zwischen den Punkten ist. Das Problem entspricht der Untersuchung von der üblichen euklidischen Geometrie möglichst nahestehenden Geometrien. In Hilberts Axiomensystem der euklidischen Geometrie werden die Inzidenz-, Anordnungs- und Stetigkeitsaxiome beibehalten, aber die Kongruenzaxiome abgeschwächt: das starke Kongruenzaxiom III-6 (Dreieckskongruenz) wird nicht mehr vorausgesetzt, wohl aber dass die Länge der Seiten in einem Dreieck kleiner oder gleich der Summe der Längen der beiden anderen ist (was äquivalent dazu ist, dass die Gerade die kürzeste Verbindung zweier Punkte ist). Bei Euklid war der Satz, dass die Gerade die kürzeste Verbindung zweier Punkte ist, mit dem Dreieckskongruenzsatz abgeleitet worden. Ein Beispiel einer solchen der euklidischen Geometrie nahestehenden Geometrie mit den neuen Postulaten fand Hilbert in der Geometrie der Zahlen von Hermann Minkowski und ein weiteres Beispiel gab Hilbert selbst.
Bereits 1901 konnte Georg Hamel, ein Schüler von Hilbert, in seiner Dissertation wichtige Aussagen über entsprechende Systeme machen, die er 1903 veröffentlichte. Er konnte im Fall der Ebene eine ganze Reihe solcher Geometrien angeben und klassifizieren, von denen die erwähnte Hilbertsche und Minkowskische Geometrien typische Beispiele sind. Nach Isaak Moissejewitsch Jaglom löste Hamel damit in gewisser Weise das vierte Hilbertproblem, mit der Einschränkung, dass er analytische Methoden der Variationsrechnung benutzte, die in der geometrischen Grundlagenforschung weniger erwünscht sind, da sie zusätzliche Annahmen (Differenzierbarkeitsvoraussetzungen) treffen. In den kommenden Jahrzehnten wurden immer wieder Arbeiten publiziert, die weitere Ergebnisse zu Hilberts viertem Problem beisteuerten. Unter anderem befasste sich Herbert Busemann ausführlich mit den betreffenden Geometrien und schrieb darüber eine Monographie. Nach Busemann stellte Hilbert das Problem zu weit, wahrscheinlich weil ihm nicht klar war, wie viele solcher Geometrien es gab, und zusätzliche Einschränkungen (Axiome) sind vorauszusetzen. Die Methode von Busemann wurde von Alexei Wassiljewitsch Pogorelow ausgebaut, der 1979 eine Monographie über das vierte Problem veröffentlichte.
- Herbert Busemann: The Geometry of Geodesics. Academic Press 1955, Dover 2005.
- Herbert Busemann: Problem IV: Desarguesian spaces. In: F. Browder: Mathematical developments arising from Hilbert’s problems. AMS, Teil 1, 1976, S. 131–141.
- A. V. Pogorelov: Hilbert’s fourth problem. Winston & Wiley, 1979.

### Hilberts fünftes Problem
Fragestellung: Ist eine lokal euklidische, topologische Gruppe eine Lie-Gruppe, bei der also die Gruppenoperationen auch differenzierbar sind?
Lösung: Ja.
Sophus Lie und Felix Klein bemühten sich am Ende des 19. Jahrhunderts, die Geometrie mit gruppentheoretischen Mitteln zu axiomatisieren, gingen dabei jedoch von Voraussetzungen über die Differenzierbarkeit gewisser Funktionen aus. Hilbert fragte sich nun, in welcher Weise die Theorie auch ohne diese Voraussetzungen noch Bestand hat. Da sich das Gebiet der algebraischen Topologie erst im 20. Jahrhundert entwickelt hat, hat sich die Formulierung des Problems mit der Zeit gewandelt. Hilberts ursprüngliche Fassung bezog sich nur auf kontinuierliche Transformationsgruppen.
Eine detailliertere Formulierung des Problems ist die folgende: Betrachtet wird eine Gruppe {\displaystyle G} mit neutralem Element {\displaystyle e}, eine offene Menge {\displaystyle U} im euklidischen Raum, die {\displaystyle e} enthält, und eine stetige Abbildung {\displaystyle F\colon V\times V\to U}, die auf der offenen Teilmenge {\displaystyle V} von {\displaystyle U} die Gruppenaxiome erfüllt. Die Frage ist dann, ob {\displaystyle F} auf einer Umgebung von {\displaystyle e} glatt, also unendlich oft differenzierbar ist. Nachdem John von Neumann (1933, Lösung für kompakte Gruppen), Lew Pontrjagin (1939, Lösung für abelsche Gruppen) und Claude Chevalley (lösbare topologische Gruppen, 1941) Spezialfälle lösen konnten (und weitere Mathematiker das Problem für Dimensionen bis vier lösen konnten), gelang Andrew Gleason, Deane Montgomery und Leo Zippin in den 1950er Jahren die endgültige Klärung des Problems. Sie bewiesen sogar, dass lokal euklidische topologische Gruppen reell-analytisch sind.
Der Beweis war sehr technisch und kompliziert. Einen einfacheren Beweis im Rahmen der Nichtstandardanalysis gab Joram Hirschfeld. Das Problem war in der Zeit nach dem Zweiten Weltkrieg sehr in Mode und die 1952 gefundene Lösung beendete nach Jean-Pierre Serre, der sich damals selbst an der Lösung versuchte, praktisch das Forschungsgebiet.
Offen ist die Frage: Ist eine lokal kompakte topologische Gruppe, deren Gruppenoperationen treu auf einer topologischen Mannigfaltigkeit wirken, eine Liegruppe? (Hilbert-Smith-Vermutung nach Hilbert und Paul A. Smith). Ein Beispiel wären die p-adischen ganzen Zahlen. Für diese gilt nicht, dass sie keine kleinen Untergruppen haben – eine Bedingung die nach Gleason, Montgomery und Zippin gerade die Liegruppen unter den lokal kompakten topologischen Gruppen auszeichnet. Eine topologische Gruppe hat keine kleinen Untergruppen, falls es eine Umgebung der Einheit {\displaystyle e} gibt, die keine Untergruppen enthält, die größer als {\displaystyle \{e\}} sind. Einige Mathematiker sehen die Hilbert-Smith-Vermutung als die eigentlich korrekte Formulierung des Hilbertproblems.
- A. Gleason: Groups without small subgroups. Annals of Mathematics, Band 56, 1952, S. 193–212.
- D. Montgomery, L. Zippin: Small groups of finite-dimensional groups. Annals of Mathematics, Band 56, 1952, S. 213–241.
- I. Kaplansky: Lie algebras and locally compact groups. University of Chicago Press, 1964.
- C. T. Yang: Hilbert’s fifth problem and related problems on transformation groups. In: F. Browder: Mathematical developments arising from Hilbert’s problems. AMS, Teil 1, 1976, S. 142–146.

### Hilberts sechstes Problem
Fragestellung: Wie kann die Physik axiomatisiert werden?
Lösung: Unbekannt.
Allgemeine Problemstellung
Nach Leo Corry nahm das sechste Problem nicht, wie häufig angenommen, für Hilbert eine Außenseiter-Rolle in der Liste der Probleme ein, sondern entsprach in zentraler Weise seinen Interessen über einen langen Zeitraum (mindestens von 1894 bis 1932). In dieses Programm einzuordnen ist zum Beispiel seine bekannte Ableitung der Feldgleichungen der Allgemeinen Relativitätstheorie aus einem Variationsprinzip (1916). Nach Corry liegt hier auch ein Missverständnis von Hilberts Auffassung seines Programms der Axiomatisierung vor, bei dem man sich vor allem an Hilberts späterem Programm zur Grundlegung der Mathematik orientierte, das im Zusammenhang mit der Physik aber vor allem der Klärung der logischen Struktur etablierter Theorien diente. Hilbert stand zur Zeit seines Vortrags noch in der mechanistischen Tradition des 19. Jahrhunderts, die Physik auf die Mechanik und auf mathematischem Wege reduzieren zu wollen, und konzentrierte sich in der Formulierung damals auf die Mechanik, stark beeinflusst von den Untersuchungen von Heinrich Hertz über die Grundlagen der Mechanik und von Ludwig Boltzmann (Übergang von der statistischen Mechanik zur Kontinuumsmechanik). Später gingen Hilberts Interessen wesentlich darüber hinaus, spätestens seit 1905 dehnte er sie auch auf die Elektrodynamik aus, die er noch in seiner Problemliste nicht explizit erwähnt hatte. 1905 hielt er eine Vorlesung über Axiomatisierung der Physik, in der er unter anderem Thermodynamik und Elektrodynamik einbezog. Auch seine Bemühungen um die Axiomatisierung der Geometrie hatten ihre Motivation darin, einer im Grunde empirischen Theorie eine strenge Grundlage zu geben (und diese zu vereinfachen). Da er auch Wahrscheinlichkeitstheorie mit einbezog, kann die Axiomatisierung derselben durch Andrei Kolmogorow als ein Beitrag zu Hilberts Programm angesehen werden.
Es gab immer wieder Ansätze zu Axiomatisierungen in Teilgebieten der Physik, zum Beispiel der Thermodynamik (Constantin Caratheodory), Quantenfeldtheorie (Arthur Wightman und Wightman-Axiome, Rudolf Haag, Daniel Kastler, Huzihiro Araki und Haag-Kastler-Axiome, Osterwalder-Schrader Axiome), Topologische Quantenfeldtheorie, konforme Feldtheorien und Physiker, die sich mit der grundlegenden Struktur physikalischer Theorien befassten wie Günther Ludwig.
Metamathematische Behandlung
Eine Besonderheit des sechsten Problems ist, dass es sich um keine innermathematische Problemstellung handelt. Axiomatisierungen der Physik und Mechanik, das hat Hilbert mehrfach auch später betont, gehören zur Metamathematik, sie sind – im klassischen Kantschen Sinne genommen – Aussagen der Metaphysik. In der modernen Axiomatik, die von Hilbert entscheidend mitgeprägt wurde, beinhalten sie strukturelle Aussagen über die Gegenstandsbereiche und Theorien der Physik.
Daher muss die Frage zur Axiomatisierung der Physik eine bis heute offene und niemals einseitig entscheidbare Frage bleiben. Mit Blick auf die formalisierte Semantik in der Metamathematik, die Hilbert zur Jahrhundertwende noch unbekannt war, und mit Blick auf die sich ergebenden Schwierigkeiten der logischen Entscheidbarkeit der Fragestellung bleibt eine abgeschlossene Axiomatisierung der Physik unerreichbar, und in diesem Sinne ist die Lösung „unbekannt“ zu nennen.
Zum axiomatischen Ausbau der klassischen Mechanik
Ein besonderes Gebiet, welches Hilbert selbst in dem Kommentar zum sechsten Problem anspricht und das er auch in mehreren Schriften und Vorlesungen des Zeitraums behandelt hatte, betrifft die Axiomatisierung der klassischen Mechanik. Die Mechanik zerfiel zur Zeit Hilberts in mehrere verschiedene Zweige (oder „Bilder“, wie Heinrich Hertz meinte), von denen die Newtonschen Axiome nur einen speziellen Teil umfassen sollte. Ihre Vereinbarkeit mit anderen spezielleren Prinzipien war noch nicht geklärt. Und das sechste Problem umfasste damals die noch offene Frage, wie die klassische Mechanik mit den bewährten Grundgleichungen der linearen Kontinuumsmechanik vereinheitlicht werden könne. Hilbert stellte zur Zeit der Problemformulierung die Variationsrechnung als mathematisches Instrument für dieses axiomatische Vorhaben voran. Hilberts Doktorand und Mechanikexperte Georg Hamel hatte in dieser Frage wegweisende Axiomengruppen für die klassische Mechanik reformuliert. Der von Hilbert favorisierte analytische Aufbau gilt hierbei als ein möglicher Zugang von gleich mehreren alternativen Aufbauten der klassischen Mechanik.
Weitere Entwicklungsstränge zur Mechanik
Hingegen können modelltheoretische Miniaturtheorien der klassischen Mechanik aufzeigen, wie Teile der Physik das Axiomatisierungsprojekt erfüllen. Viel Beachtung haben die Bemühungen einzelner Logikergruppen um Alfred Tarski und Patrick Suppes Mitte des 20. Jahrhunderts erhalten. Zugleich haben diese Versuche vernichtende Kritik aus der Mechanikergruppe um Clifford Truesdell und Walter Noll erhalten, die im Wesentlichen die Art und den Umfang der Mathematisierung des jeweiligen physikalischen Gegenstandes betrifft. Von ihnen stammen die heute etablierten Axiomengruppen zur Kontinuumsmechanik.
Weitere Entwicklungen seit Mitte des 20. Jahrhunderts betreffen den Rahmen der Darstellungen. Das Problem steht im Hintergrund der Reversen Mathematik mit der Frage, inwiefern die physikalische Theorie den formalen Exaktheitsgrad erfüllen kann, den die Mathematik, vor allem die Mathematische Logik, einfordert. Heute bekannt ist, dass der formale Aufbau und der Exaktheitsgrad der Formulierung entscheidend zum Gelingen einer axiomatischen Lösung beiträgt. Aufgrund zu starker Idealisierung scheinen die vorliegenden formalen Rekonstruktionen der Mechanik hingegen häufig den Realitätsbezug zur angewandten Wissenschaft der Mechanik zu entbehren. In diesem besonderen Spannungsfeld zwischen Realität und Idealität des mathematischen Formalismus in der Physik bewegt sich das sechste Problem Hilberts.
- Leo Corry: Hilbert’s sixth problem: between the foundations of geometry and the axiomatization of physics. Phil. Trans. R. Soc. A 376 (2118), 2018, 20170221; doi:10.1098/rsta.2017.0221.
- Joseph Kouneiher (Hrsg.): Foundations of Mathematics and Physics One Century after Hilbert: New Perspectives, Springer 2018
- Rainer Tiemeyer, Axiome der Klassischen Mechanik. Hilberts Problem und Hamels Lösungsversuch in wissenschaftstheoretischer Perspektive. (Logos Verlag) Berlin 2016. Online-Zugriff (Open Access): doi.org/10.30819/4292
- Arthur Wightman: Hilbert’s sixth problem: mathematical treatment of the axioms of physics. In: F. Browder: Mathematical developments arising from Hilbert’s problems. AMS, Teil 1, 1976, S. 147–240.

### Hilberts siebtes Problem
Fragestellung: Ist die Potenz {\displaystyle \alpha ^{\beta }} immer transzendent, wenn {\displaystyle \alpha } algebraisch {\displaystyle (\alpha \neq 0,\alpha \neq 1)} und {\displaystyle \beta } irrational und algebraisch ist?
Lösung: Ja.
Eine komplexe Zahl heißt algebraisch, wenn sie Nullstelle eines Polynoms mit ganzzahligen Koeffizienten ist, andernfalls heißt sie transzendent. Die Wurzel aus 2 ist beispielsweise eine Zahl, die nicht rational ist, als Nullstelle von {\displaystyle x^{2}-2} ist sie aber immer algebraisch. Reelle Zahlen, die nicht algebraisch sind (und damit transzendent), sind zum Beispiel die Kreiszahl {\displaystyle \pi } oder die Eulersche Zahl {\displaystyle e}.
Zu Hilberts Zeiten gab es bereits einige Ergebnisse über die Transzendenz verschiedener Zahlen. Obiges Problem erschien ihm besonders schwierig, und er erhoffte sich aus seiner Lösung tiefere Erkenntnisse über die Natur der Zahlen. Nachdem das Problem zunächst für einige Spezialfälle gelöst wurde (Alexander Gelfond 1929, Rodion Kusmin 1930), konnte Alexander Gelfond 1934 die Aussage beweisen. Kurze Zeit später verbesserte Theodor Schneider den Satz weiter, sodass die Antwort auf Hilberts siebtes Problem heute als Satz von Gelfond-Schneider bekannt ist.
Hilberts siebtes Problem lässt sich auch als Aussage über Paare von Logarithmen algebraischer Zahlen auffassen (nämlich dass aus deren linearen Unabhängigkeit über den rationalen Zahlen die lineare Unabhängigkeit über den algebraischen Zahlen folgt). In dieser Formulierung ist der Satz durch Alan Baker erheblich erweitert worden.
Eine Verallgemeinerung der Hilbertschen Fragestellung würde durch einen Beweis oder eine Widerlegung der Vermutung von Schanuel beantwortet, die Stephen Schanuel in den 1960er Jahren aufstellte.
- Robert Tijdeman: Hilbert’s seventh problem: the Gelfond-Baker method and applications. In: F. Browder: Mathematical developments arising from Hilbert’s problems. AMS, Teil 1, 1976, S. 241–268.

### Hilberts achtes Problem
Fragestellung: Besitzen alle nichttrivialen Nullstellen der Riemannschen Zetafunktion den Realteil {\displaystyle {\tfrac {1}{2}}}? Ist jede gerade Zahl größer als {\displaystyle 2} als Summe zweier Primzahlen darstellbar?
Lösung: Unbekannt.
Die beiden genannten Probleme sind als Riemannsche Vermutung und Goldbachsche Vermutung bekannt und zwei der populärsten ungelösten Probleme der Mathematik. Für die erste Frage wurden bereits über eine Billion Nullstellen berechnet und dabei keine gefunden, die die Vermutung falsifizieren würde. Die zweite Frage wurde schon bis zur Größenordnung {\displaystyle 10^{18}} geprüft. Beweise konnte man aber bis heute nicht finden. Als bedeutender Fortschritt wurde aber der Beweis des Analogons der Riemannvermutung für Kurven über endlichen Körpern durch Pierre Deligne gewertet, ein Teil der Weil-Vermutungen.
Unter der Überschrift „Primzahlenprobleme“ hat Hilbert noch mehr Fragen zusammengetragen, die mit Primzahlen in Verbindung stehen. So nennt er zum Beispiel die (ebenfalls bis heute noch ungelöste) Frage, ob es unendlich viele Primzahlzwillinge gibt und ob die Gleichung {\displaystyle ax+by+c=0} mit beliebigen ganzzahligen, untereinander teilerfremden Koeffizienten {\displaystyle a}, {\displaystyle b} und {\displaystyle c} immer Primzahl-Lösungen {\displaystyle x}, {\displaystyle y} hat, eine leichte Abwandlung der Goldbach-Vermutung und ebenso ungelöst.
- Enrico Bombieri: Hilbert’s 8th problem: an analogue. In: F. Browder: Mathematical developments arising from Hilbert’s problems. AMS, Teil 1, 1976, S. 269–274.
- Hugh Montgomery: Problems concerning prime numbers (Hilbert’s problem 8). In: F. Browder: Mathematical developments arising from Hilbert’s problems. AMS, Teil 1, 1976, S. 307.

### Hilberts neuntes Problem
Fragestellung: Wie kann das Reziprozitätsgesetz auf beliebige Zahlkörper verallgemeinert werden?
Lösung: Nur im abelschen Fall bekannt.
Das von Gauß bewiesene quadratische Reziprozitätsgesetz (formuliert mit dem Legendre-Symbol):
{\displaystyle \left({\frac {p}{q}}\right)\left({\frac {q}{p}}\right)=(-1)^{{\frac {p-1}{2}}{\frac {q-1}{2}}}}
gibt Kriterien für die Lösung quadratischer Gleichungen in der modularen Arithmetik und spielte mit seinen Verallgemeinerungen eine zentrale Rolle in der algebraischen Zahlentheorie. Im 19. Jahrhundert waren auch schon verschiedene höhere Reziprozitätsgesetze bekannt, auch von Hilbert in seinem Zahlbericht, wobei er in der Formulierung Hilbert-Symbole einführte. Hilbert fragte nach einer Formulierung und einem Beweis für allgemeine algebraische Zahlkörper. Mit der Entwicklung der Klassenkörpertheorie beginnend mit Teiji Takagi standen die dazu nötigen Mittel zur Verfügung, sodass Emil Artin das Problem mit abelschen Erweiterungen algebraischer Zahlkörper lösen konnte (Artinsches Reziprozitätsgesetz, 1924). Auch Helmut Hasse bewies Reziprozitätssätze in der Klassenkörpertheorie. Bei der Frage expliziter Formeln dieses Reziprozitätsgesetzes erzielte Igor Schafarewitsch 1948 bedeutende Fortschritte, wobei Helmut Brückner, Sergei Wladimirowitsch Wostokow und Guy Henniart dessen Ergebnisse vereinfachten und erweiterten. Eine weitere Verallgemeinerung auf den nicht-abelschen Fall konnte bisher nicht erreicht werden und ist eines der Hauptprobleme der algebraischen Zahlentheorie, auch verbunden mit Hilberts 12. Problem.
- John T. Tate: The general reciprocity law. In: F. Browder: Mathematical developments arising from Hilbert’s problems. AMS, Teil 2, 1976, S. 311–323.

### Hilberts zehntes Problem
Fragestellung: Man gebe ein Verfahren an, das für eine beliebige diophantische Gleichung entscheidet, ob sie lösbar ist.
Lösung: Es gibt kein solches Verfahren.
Diophantische Gleichungen sind Gleichungen der Form {\displaystyle f(x_{1},x_{2},\ldots ,x_{n})=0}, wobei {\displaystyle f} ein Polynom in mehreren Variablen und mit ganzzahligen Koeffizienten ist und nur ganze Zahlen als Lösungen betrachtet werden. Ein bekanntes Beispiel ist die Gleichung {\displaystyle x^{2}+y^{2}-z^{2}=0}, die mit dem Satz des Pythagoras zusammenhängt. Diophantische Gleichungen spielen in der Geschichte der Mathematik eine wichtige Rolle, und viele große Mathematiker haben sich intensiv mit diesen beschäftigt.
Zwar konnten immer wieder Spezialfälle gelöst werden, doch eine allgemeine Lösung schien den Mathematikern im 19. Jahrhundert unerreichbar fern. Deswegen fragte Hilbert lediglich, wie man überprüfen kann, ob eine gegebene diophantische Gleichung überhaupt ganzzahlige Lösungen besitzt, ohne diese genau angeben zu können. Jedoch ist auch dieses Problem noch so schwer, dass erst 1970 Juri Matijassewitsch beweisen konnte, dass ein solches Verfahren für den allgemeinen Fall nicht existiert. Vorarbeiten leisteten Julia Robinson, Martin Davis und Hilary Putnam.
Bei der Betrachtung der algorithmischen Lösbarkeit reicht es, Diophantische Gleichungen vierten oder kleineren Grades zu betrachten, auf die das Problem reduziert werden kann (Thoralf Skolem 1934). Für die allgemeine diophantische Gleichung vierten Grades existiert nach Matijassewitsch kein Algorithmus. Ungelöst ist die Frage, ob ein solcher für die allgemeine kubische Gleichung existiert. Für quadratische und lineare Gleichungen zeigte Carl Ludwig Siegel dagegen 1972, dass ein solcher Algorithmus existiert.
Betrachtet man statt Lösungen in den ganzen Zahlen den Ring der algebraischen ganzen Zahlen, gibt es nach Robert Rumely (1986) dagegen einen solchen Algorithmus.
- Martin Davis, Reuben Hersh: Hilbert’s tenth problem. Scientific American, Band 229, November 1973.
- Martin Davis: Hilbert’s tenth problem is unsolvable. American Mathematical Monthly, Band 80, 1973, S. 233–269.
- Martin Davis, Yuri Matiyasevich, Julia Robinson: Hilbert’s tenth problem, Diophantine equations, positive aspects of a negative solution. In: F. Browder: Mathematical developments arising from Hilbert’s problems. AMS, Teil 2, 1976, S. 323–378.
- Yuri Matiyasevich: Hilbert’s tenth problem. MIT Press, 1996.
- Alexandra Shlapentokh: Hilbert’s tenth problem: Diophantine classes and extensions to global fields. Cambridge UP, 2006.

### Hilberts elftes Problem
Fragestellung: Wie kann die Theorie der quadratischen Formen auf beliebige algebraische Zahlkörper verallgemeinert werden?
Lösung: Die Theorie wurde im 20. Jahrhundert umfangreich ausgebaut.
Eine quadratische Form ist eine Funktion der Form {\displaystyle q(x)=x^{T}Ax}, wobei {\displaystyle x} ein Vektor ist und {\displaystyle A} eine symmetrische Matrix. Bis zum 19. Jahrhundert wurden umfangreiche Kenntnisse über quadratische Formen über den rationalen Zahlen erlangt. Hilbert fragte nach Erweiterungen auf beliebige algebraische Zahlkörper und beliebig viele Variablen. In den Jahrzehnten nach Hilberts Vortrag sind zahlreiche Ergebnisse veröffentlicht worden, die sich eingehend mit dem Thema beschäftigen. Als zentrales Ergebnis zählt dabei das Lokal-Global-Prinzip, das Helmut Hasse 1923 formulierte (Satz von Hasse-Minkowski). Danach folgt bei quadratischen Formen globale Lösbarkeit (über dem Körper der rationalen Zahlen, einem globalen Körper) aus lokaler (über lokalen Körpern, dem Körper der p-adischen und reellen Zahlen). Weitere Beiträge lieferten unter anderem Ernst Witt (geometrische Theorie quadratischer Formen) und Carl Ludwig Siegel (analytische Theorie).
- Timothy O’Meara: Hilbert’s eleventh problem: the arithmetic theory of quadratic forms. In: F. Browder: Mathematical developments arising from Hilbert’s problems. AMS, Teil 2, 1976, S. 379–400.

### Hilberts zwölftes Problem
Fragestellung: Wie lässt sich der Satz von Kronecker-Weber auf beliebige Zahlkörper verallgemeinern?
Lösung: Unbekannt.
Der Satz von Kronecker-Weber besagt, dass die maximale abelsche Erweiterung des Körpers der rationalen Zahlen durch Adjunktion aller Einheitswurzeln entsteht (Kreisteilungskörper). In diesem Fall werden spezielle Werte der Exponentialfunktion zu den rationalen Zahlen adjungiert, im Allgemeinen können das auch Werte anderer spezieller Funktionen wie elliptischer Funktionen sein (der Zusammenhang von Erweiterungen imaginär quadratischer Zahlkörper und elliptischen Kurven mit komplexer Multiplikation war Gegenstand von Kroneckers „Jugendtraum“), und man hätte gerne eine explizite Beschreibung dieser Erweiterungen. Der Verallgemeinerung dieses Satzes maß Hilbert eine große Bedeutung zu. Zwar gab es auf dem Gebiet im 20. Jahrhundert viele Fortschritte (zum Beispiel die sogenannten CM-Körper nach Gorō Shimura und Yutaka Taniyama (ihre Monographie erschien 1961), die mit abelschen Varietäten mit komplexer Multiplikation in Verbindung stehen), zu einer Lösung von Hilberts zwölftem Problem kam es jedoch noch nicht.
- Robert Langlands: Some contemporary problems with origins in the Jugendtraum (Hilbert’s problem 12). In: F. Browder: Mathematical developments arising from Hilbert’s problems. AMS, Teil 2, 1976, S. 401–418.[45]
- Norbert Schappacher: On the history of Hilbert’s twelfth problem. In: Michele Audin (Hrsg.), Matériaux pour l’histoire des mathématiques au XXe siècle Actes du colloque à la mémoire de Jean Dieudonné (Nice 1996), SMF 1998.

### Hilberts dreizehntes Problem
Fragestellung: Kann die Lösung der Gleichung {\displaystyle x^{7}+ax^{3}+bx^{2}+cx+1=0} mit Hilfe einer endlichen Anzahl von stetigen Funktionen konstruiert werden, die von zwei Variablen abhängen? Das ist die ursprüngliche Formulierung von Hilbert. In einer Variante wird nach algebraischen statt stetigen Funktionen gefragt.
Lösung: Ja für stetige Funktionen, für algebraische Funktionen offen.
Das Problem hat seine Wurzeln in der Theorie der algebraischen Gleichungen, von denen man seit Galois und Abel weiß, dass sich die Lösungen der Gleichungen fünften und höheren Grades nicht geschlossen mit den elementaren arithmetischen Operationen und Wurzelausdrücken als Funktion der Koeffizienten angeben lassen. Auch die Reduktion auf Standardformen zum Beispiel mit Tschirnhaus-Transformationen und Adjunktion weiterer Gleichungen in einer Variablen brachte im allgemeinen Fall nicht den gewünschten Erfolg. Die Gleichung fünften Grades konnte zwar auf eine Standardform mit einem Parameter, die Gleichung sechsten Grades auf eine solche mit zwei Parametern reduziert werden, bei der Gleichung siebten Grades gelang allerdings nur die Reduktion auf eine Normalform mit drei Parametern a, b und c:
{\displaystyle f^{7}+a\,f^{3}+b\,f^{2}+c\,f+1=0}
Hilbert vermutete, dass sich dies grundsätzlich auch nicht auf zwei Parameter reduzieren ließ, nicht einmal in der weiten Klasse der stetigen Funktionen. In dieser allgemeinen Form, ob es stetige Funktionen in drei Variablen gibt, die nicht als Verkettung von endlich vielen stetigen Funktionen in zwei Variablen dargestellt werden können, wurde die Vermutung von Hilbert durch Andrei Kolmogorow und Wladimir Arnold 1957 widerlegt. Kolmogorow zeigte zunächst, dass jede stetige Funktion von {\displaystyle n} Variablen durch solche von drei Variablen durch Superposition ausdrückbar ist. Sein Schüler Arnold verbesserte das auf zwei Variablen. Die verwendeten Funktionen brauchen aber nicht einmal differenzierbar sein und damit auch nicht algebraisch. Basierend auf seinen und Arnolds Arbeiten lieferte Kolmogorow 1957 schließlich seinen Superpositionssatz, welcher sagt, das sich stetige Funktionen der Form {\displaystyle f\colon [0,1]^{n}\to \mathbb {R} } als Komposition von Addition und Funktionen mit einer Variable darstellen lassen. Der Satz lautet:
Sei {\displaystyle n\geq 2} eine natürliche Zahl, {\displaystyle E=[0,1]} und {\displaystyle C(E,\mathbb {R} )} der Raum der stetigen Funktionen der Form {\displaystyle s\colon E\to \mathbb {R} }. Für eine beliebige Funktion {\displaystyle f\in C(E^{n},\mathbb {R} )} existieren Funktionen {\displaystyle \{h_{p,q}\}\subset C(E,\mathbb {R} )} und {\displaystyle \{g_{q}\}\subset C(\mathbb {R} ,\mathbb {R} )}, so dass sich {\displaystyle f} als
{\displaystyle f(x_{1},\dots ,x_{n})=\sum \limits _{q=1}^{2n+1}g_{q}\left(\sum \limits _{p=1}^{n}h_{p,q}(x_{p})\right)}
darstellen lässt.
Für {\displaystyle n=3} und die Funktionen {\displaystyle \varphi _{q}(x_{1},x_{2}):=h_{1,q}(x_{1})+h_{2,q}(x_{2})} und {\displaystyle \psi _{q}(y,x_{3}):=g_{q}(y,h_{3,q}(x_{3}))} folgt daraus gerade
{\displaystyle f(x_{1},x_{2},x_{3})=\sum \limits _{q=1}^{7}\psi _{q}\left(\varphi _{q}(x_{1},x_{2}),x_{3}\right).}
1965 erweiterte Phillip A. Ostrand die Aussage von Kolmogorow von {\displaystyle E^{n}} auf endlichdimensionale kompakte metrisierbare Räume.
Offen blieb die Vermutung, wenn man andere Klassen betrachtet, die die algebraischen Funktionen umfassen. Bei analytischen Funktionen hatte Hilbert bereits im Fall von drei Variablen gefunden, dass es solche in drei Variablen gibt, die nicht durch solche in zwei Variablen darstellbar sind, und Alexander Markowitsch Ostrowski bewies 1920, dass solche in zwei Variablen nicht allgemein durch solche in einer Variablen darstellbar sind. Untersucht wurde auch die Frage ob p-mal stetig differenzierbare Funktionen von n Variablen durch q-mal differenzierbare von m Variablen darstellbar sind. Wituschkin zeigte 1955, dass dies für {\displaystyle {\frac {m}{q}}<{\frac {n}{p}}} im Allgemeinen nicht möglich ist. {\displaystyle {\frac {n}{p}}} kann als Maß für die Komplexität p-fach differenzierbarer Funktionen in n Variablen aufgefasst werden.
Das Resolventenproblem fragt nach dem minimalen k, so dass sich die Lösungen einer algebraischen Gleichung n-ten Grades durch Superposition algebraischer Funktionen von k Variablen ausdrücken lassen. Für {\displaystyle n=5} ist {\displaystyle k=1}. In einer Arbeit von 1926 vermutete Hilbert, dass {\displaystyle k=2,3,4} jeweils für {\displaystyle n=6,7,8}, und fand {\displaystyle k\leq 4} für {\displaystyle n=9}. Anders Wiman zeigte, dass für {\displaystyle n\geq 9} gilt {\displaystyle k\leq n-5}. Weitere Resultate erzielte Nikolai Grigorjewitsch Tschebotarjow, zum Beispiel {\displaystyle k\leq n-6} für {\displaystyle n\geq 21}. Ab 2016 befassten sich auch Benson Farb und Jesse Wolfson mit dieser Variante des Hilbertschen 13. Problems und erzielten Teilresultate für Polynome höheren Grades bei der Eingrenzung von k (dem Resolvenzgrad nach Richard Brauer), worin sie die eigentliche Formulierung von Hilberts 13. Problem sehen. Auch Wladimir Arnold meinte in einem Rückblick auf sein Lebenswerk, dass nach seiner jetzigen Meinung die Frage der Darstellung (Superposition) einer algebraischen Funktion in drei Variablen durch solche in zwei Variablen eher dem Hilbertschen Problem entspräche.
- George G. Lorentz: The 13-th problem of Hilbert. In: F. Browder: Mathematical developments arising from Hilbert’s problems. AMS, Teil 2, 1976, S. 419–430.
- Jean-Pierre Kahane: Le 13ème problème de Hilbert : un carrefour de l’algèbre, de l’analyse et de la géométrie. In: Cahiers du séminaire d’histoire des mathématiques. Band 3, 1982, S. 1–25.[54]
- Anatoli Georgijewitsch Wituschkin: Zum dreizehnten Hilbertschen Problem. In: P. Alexandrov (Hrsg.): Die Hilbertschen Probleme. Harri Deutsch, 1998.

### Hilberts vierzehntes Problem
Fragestellung: Sind bestimmte Ringe (s. u.) endlich erzeugt?
Lösung: Nein.
Im vierzehnten Problem beschreibt Hilbert spezielle Ringe: Dabei sei {\displaystyle K[x_{1},\ldots ,x_{n}]} ein Polynomring über einem Körper {\displaystyle K}, {\displaystyle L\subseteq K(x_{1},\ldots ,x_{n})} ein Unterkörper des Körpers der rationalen Funktionen in {\displaystyle n} Variablen und {\displaystyle R} sei der Schnitt
{\displaystyle R:=L\cap K[x_{1},\ldots ,x_{n}].}
Die Frage ist dann, ob die so konstruierten Ringe stets endlich erzeugt sind, also ob es eine endliche Teilmenge des Ringes gibt, die {\displaystyle R} erzeugen.
Das Problem entstammte dem Umkreis der Ende des 19. Jahrhunderts florierenden Invariantentheorie (Ringe von unter der Wirkung von bestimmten Gruppen invarianten Polynomen), in der Hilbert selbst 1890 Aufsehen erregt hatte durch den Beweis der endlichen Erzeugbarkeit der polynomialen Invariantenringe im Fall von einigen klassischen halbeinfachen Liegruppen (wie der allgemeinen und speziellen linearen Gruppe) und Betrachtung über den komplexen Zahlen. Dabei benutzte er den von ihm bewiesenen Basissatz. Das war von Hermann Weyl später auf alle halbeinfachen Liegruppen erweitert worden. Oscar Zariski formulierte das Problem im Rahmen der algebraischen Geometrie.
Bis in die 1950er Jahre konnte man von einigen Spezialfällen, insbesondere den Fällen {\displaystyle n=1} und {\displaystyle n=2} nachweisen (Oscar Zariski), dass die so konstruierten Ringe tatsächlich endlich erzeugt sind. Die Ergebnisse legten also nahe, dass diese Aussage auch für alle Ringe der beschriebenen Art gelten könnte. Überraschend kam deshalb das Ergebnis von Masayoshi Nagata, der 1957 ein Gegenbeispiel angab, bei dem dies nicht der Fall ist, und somit das Problem negativ löste.
- Masayoshi Nagata: On the 14-th problem of Hilbert. American Journal of Mathematics, Band 81, 1959, S. 766–772, ISSN 0002-9327.
- David Mumford: Hilbert’s fourteenth problem – the finite generation of subrings such as rings of invariants. In: F. Browder: Mathematical developments arising from Hilbert’s problems. AMS, Teil 2, 1976, S. 431–444.

### Hilberts fünfzehntes Problem
Fragestellung: Wie kann Schuberts Abzählungskalkül konkretisiert und formal begründet werden?
Lösung: Trotz Fortschritten im 20. Jahrhundert kann das Problem nicht als gelöst betrachtet werden.
Das Abzählungskalkül von Schubert stammte noch aus dem 19. Jahrhundert und betrifft Schnittzahlen von algebraischen Varietäten. Es wurde von der italienischen Schule der algebraischen Geometrie aufgegriffen (Francesco Severi und andere), die sich aber nicht-strenger Methoden (heuristische Stetigkeitsargumente für die Invarianz der Schnittzahlen) bedienten. Mit der Weiterentwicklung der algebraischen Geometrie im 20. Jahrhundert standen nach und nach mathematische Hilfsmittel zur Verfügung, mit denen Hermann Schuberts Arbeit formalisiert werden konnte (unter anderem Theorie der Multiplizitäten von Alexander Grothendieck, Pierre Samuel, topologische Arbeiten von René Thom, Beiträge unter anderem von Steven Kleiman, William Fulton, Robert MacPherson, Michel Demazure). Der Problemkreis wird heute als Abzählende Geometrie bezeichnet. Das Problem kann aber nicht als gelöst betrachtet werden.
- Steven Kleiman: Rigorous foundation of Schubert’s enumerative calculus. In: F. Browder: Mathematical developments arising from Hilbert’s problems. AMS, Teil 2, 1976, S. 445–482.

### Hilberts sechzehntes Problem
Fragestellung: Was kann über die gegenseitige Lage von algebraischen Kurven ausgesagt werden?
Lösung: Es konnten verschiedene Ergebnisse erzielt werden, viele Fragen bleiben aber offen.
Algebraische Kurven sind Teilmengen der Ebene, die durch Polynomgleichungen bestimmt werden. Dazu gehören zum Beispiel der Einheitskreis ({\displaystyle x^{2}+y^{2}=1}) oder einfache Geraden ({\displaystyle ax+b=y}). Axel Harnack konnte 1876 zeigen, dass solche Mengen bei Polynomen vom Grad {\displaystyle n} (auch Kurven {\displaystyle n}-ter Ordnung genannt) aus höchstens {\displaystyle {\tfrac {1}{2}}(n-1)(n-2)+1} Teilen (zusammenhängende Komponenten) bestehen können, die die Form von geschlossenen Kurven (Ovalen) haben (da die projektive Ebene betrachtet wird eventuell unter Einschluss des Punktes im Unendlichen). Er konnte außerdem Beispiele konstruieren, die diese Maximalzahl auch erreichen („M-Kurven“).
Hilbert behandelte 1891 den Fall {\displaystyle n=6} mit anderen Methoden als Harnack und fand zusätzliche Konfigurationen, die durch Harnacks Konstruktionsmethoden nicht gefunden werden konnten. Er stellte fest, dass die Teile nicht beliebig in der Ebene angeordnet sein können. So vermutete er beispielsweise, dass die elf Komponenten von M-Kurven sechster Ordnung immer so liegen, dass neun Komponenten sich im Inneren einer Schleife befinden und die letzte Komponente außerhalb dieser Schleife verläuft (oder umgekehrt in der Harnack-Konfiguration neun Komponenten außerhalb liegen und eine Komponente in einer anderen), und forderte im ersten Teil des sechzehnten Problems dazu auf, Zusammenhänge dieser Art näher zu untersuchen.
Dies geschah mit der Entwicklung der Topologie der reellen algebraischen Mannigfaltigkeiten. Die Rolle topologischer Invarianten in dem Problem erkannte Iwan Georgijewitsch Petrowski in den 1930er Jahren (und unabhängig auch schon die Hilbert-Schülerin Virginia Ragsdale) und er bewies 1949 mit Olga Oleinik Ungleichungen für das Problem, bei denen die Euler-Charakteristik einfloss. Die von Hilbert ausgesprochene Vermutung für Kurven vom sechsten Grad wurde 1969 durch D. A. Gudkow in seiner Habilitationsthese widerlegt, nachdem er in seiner Dissertation 1954 noch gemeint hatte, einen Beweis gefunden zu haben. Seinem Betreuer missfiel in seiner Habilitation, dass die sich ergebende Figur aller Konfigurationen nicht symmetrisch war, und er fand schließlich im maximalen Fall eine zusätzliche Konfiguration, die Hilbert entgangen war: fünf Ovale in einer anderen und fünf außerhalb. Er vollendete damit die Klassifikation (bis auf Isotopie) der nicht-singulären ebenen algebraischen projektiven Kurven vom Grad 6.
Das Vorgehen bei M-Kurven besteht seit Hilbert aus der Deformation nicht-singulärer Ausgangskurven (Hilbert-Rohn-Gudkov-Methode), erforderte aber eine fortgeschrittene Singularitätentheorie, die zu Hilberts Zeit noch nicht bestand. Gudkov vermutete, dass bei ebenen Kurven von geradzahligem Grad {\displaystyle d=2k} für die maximale Zahl der Ovalen {\displaystyle p-o=k^{2}{\bmod {8}}} gilt ({\displaystyle p} ist die Anzahl gerader Ovale, das heißt enthalten in einer geraden Anzahl von Ovalen, und {\displaystyle o} die Anzahl ungerader Ovale). Wladimir Arnold bewies 1971 ein Teilresultat ({\displaystyle p-o=k^{2}{\bmod {4}}}) und formulierte das Problem gleichzeitig so (durch Komplexifizierung und Betrachtung auf der Riemannsphäre), dass der eigentliche topologische Grund für die Einschränkung der Konfigurationen deutlich wurde. Bald veröffentlichte Wladimir Abramowitsch Rochlin einen Beweis des Restes von Gudkovs Vermutung, fand aber wenig später, dass dieser falsch war und die Vermutung ebenfalls. Er fand aber eine verallgemeinerte Fassung (mit einer Kongruenz modulo 16 statt 8) und bewies diese. Arnold selbst und andere bewiesen auch Ungleichungen (für numerische Invarianten, die sich auf die Position der Ovalen beziehen). Der Fall der Klassifikation bei Kurven siebten Grades wurde 1979 von Oleg Viro gelöst, so dass der Fall der Klassifikation ebener projektiver nicht-singulärer algebraischer Kurven bis auf Isotopie bis {\displaystyle n\leq 7} gelöst ist (mit bedeutenden Fortschritten im Fall von M-Kurven bei {\displaystyle n=8}), wobei die einfachen Fälle {\displaystyle n\leq 5} schon im 19. Jahrhundert gelöst wurden.
Andere Resultate, die Hilbert erwähnte, beziehen sich auf das dreidimensionale Äquivalent der Fragestellung: Karl Rohn hat bereits im 19. Jahrhundert gezeigt, dass algebraische Flächen vierter Ordnung aus höchstens zwölf Flächen bestehen können. Die exakte obere Grenze war damals nicht bekannt. V. M. Kharlamov bewies 1972, dass sie bei 10 liegt, und er vollendete diese Studien nicht-singulärer quartischer Flächen in drei Dimensionen bis 1976. Die explizit von Hilbert gestellten Probleme wurden damit durch die Leningrader Schule (D. A. Gudkov, V. M. Kharlamov, Wladimir Arnold, Wladimir Abramowitsch Rochlin) in der Zeit von 1969 bis 1972 endgültig gelöst.
Während der erste Teil von Hilberts 16. Problem die ebene reelle algebraische Geometrie betrifft, fragt der zweite Teil nach der Existenz einer oberen Schranke für die Anzahl von Grenzzyklen ebener polynomialer dynamischer Systeme und Aussagen über deren relative Lage. Das Problem ist ungelöst und von Stephen Smale in seine Liste mathematischer Probleme aufgenommen worden. Smale hält das Problem neben der Riemannvermutung für das schwierigste der Hilbertprobleme. Es gab noch nicht einmal wesentliche Fortschritte zur Lösung und nicht einmal für Polynome vom Grad {\displaystyle n=2} ist die Obergrenze bekannt. Es ist nur bekannt, dass die Anzahl der Grenzzyklen endlich ist (Juli Sergejewitsch Iljaschenko, Jean Écalle, nachdem sich ein Beweis von Henri Dulac von 1923 als fehlerhaft herausstellte).
- Oleg Viro: The 16th Hilbert problem, a story of mystery, mistakes and solution. Vortragsfolien, Uppsala 2007 (PDF; 2,9 MB).

### Hilberts siebzehntes Problem
Fragestellung: Kann jede rationale Funktion, die überall, wo sie definiert ist, nichtnegative Werte annimmt, als Summe von Quadraten von rationalen Funktionen dargestellt werden?
Lösung: Ja.
Eine Funktion {\displaystyle f} mit der Eigenschaft, dass {\displaystyle f(x_{1},\ldots ,x_{n})\geq 0} für alle {\displaystyle x_{i}\in k} (an den Stellen, an denen sie definiert ist, also nicht divergiert), wird auch als definit bezeichnet.
Für {\displaystyle n=2} Variablen löste Hilbert selbst das Problem 1893.
Das allgemeine Problem wurde 1927 von Emil Artin in positivem Sinn gelöst. Die Arbeit war der Ausgangspunkt der Theorie formal reeller Körper und geordneter Körper in der Algebra (siehe auch reell abgeschlossener Körper), von Artin und Otto Schreier entwickelt. Außerdem war er von Bedeutung für die Entwicklung der reellen algebraischen Geometrie.
Artin bewies: Ist {\displaystyle f} eine definite rationale Funktion über den reellen, rationalen oder reellen algebraischen Zahlen (allgemein einem Unterkörper der reellen Zahlen, der nur eine einzige Anordnung erlaubt), so ist sie eine Summe von Quadraten von rationalen Funktionen: {\displaystyle f=\sum _{i}g_{i}^{2}.}
Albrecht Pfister bewies später, dass für {\displaystyle n} Variablen {\displaystyle 2^{n}} Quadrate ausreichen.
- Albrecht Pfister: Hilbert’s seventeenth problem and related problems on definite forms. In: F. Browder: Mathematical developments arising from Hilbert’s problems. AMS, Teil 2, 1976, S. 507–524.
- N. Jacobson: Lectures on abstract algebra. Band 3, Van Nostrand 1964, Neuauflage Graduate Texts in Mathematics, Springer (Lehrbuch-Darstellung der Ergebnisse von Artin).
- H. Benis-Sinaceur: De D. Hilbert a E. Artin: Les différents aspects du dix-septième problème de Hilbert et les filiations conceptuelles de la théorie des corps réels clos. Arch. Hist. Exact Sci., Band 29, 1984, S. 267–286.

### Hilberts achtzehntes Problem
Fragestellung: Gibt es nur endlich viele wesentlich verschiedene Raumgruppen im {\displaystyle n}-dimensionalen euklidischen Raum?
Lösung: Ja.
Der erste Teil von Hilberts achtzehntem Problem ist die mathematische Formulierung einer Frage aus der Kristallografie. Viele feste Stoffe besitzen auf atomarer Ebene eine kristalline Struktur, die sich mathematisch mit Bewegungsgruppen beschreiben lässt. Man konnte schon früh zeigen, dass es in der Ebene 17 und im Raum 230 wesentlich verschiedene Raumgruppen gibt. Ludwig Bieberbach konnte schließlich 1910 zeigen, dass diese Zahl auch in höheren Dimensionen stets endlich ist (Bieberbachsche Sätze).
Im zweiten Teil des Problems fragt Hilbert, ob es im dreidimensionalen Raum Polyeder gibt, die nicht als Fundamentalbereich einer Bewegungsgruppe auftreten, mit denen aber trotzdem der gesamte Raum lückenlos gekachelt werden kann. Dass dies der Fall ist, konnte erstmals Karl Reinhardt 1928 durch Angabe eines Beispiels zeigen. Das Gebiet ist ein aktives Forschungsgebiet (zum Beispiel Quasikristalle nach Roger Penrose, selbstähnliche fraktale Parkettierungen von William Thurston).
Zuletzt fragt Hilbert nach der platzsparendsten Art, Kugeln im Raum anzuordnen. Bereits Johannes Kepler stellte 1611 die Vermutung auf, dass die kubisch-flächenzentrierte Packung und die hexagonale Packung optimal sind. Diese auch als keplersche Vermutung bekannte Aussage stellte sich jedoch als – wenn auch wenig überraschend – äußerst schwierig zu beweisen heraus. Erst 1998 veröffentlichte Thomas Hales einen computergestützten Beweis, der mittlerweile (2010) geprüft und anerkannt ist. Dichteste Kugelpackungen in höheren Dimensionen sind nach wie vor ein aktives Forschungsgebiet.
- John Milnor: Hilbert’s problem 18: On crystallographic groups, fundamental domains and sphere packing. In: F. Browder: Mathematical developments arising from Hilbert’s problems. AMS, Teil 2, 1976, S. 491–506.

### Hilberts neunzehntes Problem
Fragestellung: Sind alle Lösungen von regulären Variationsproblemen analytisch?
Lösung: Unter gewissen Voraussetzungen ja.
Hilbert fand es bemerkenswert, dass es partielle Differentialgleichungen gibt (wie die Laplacegleichung oder die Minimalflächen-Gleichung), die nur analytische Lösungen zulassen, also solche, die lokal durch Potenzreihen dargestellt werden können. Nach Hilbert stehen sie alle mit Variationsproblemen (als Lösungen der zugehörigen Euler-Lagrange-Gleichungen) in Verbindung, die bestimmte Regularitätsbedingungen erfüllen. Hilbert formulierte das Problem dann als Regularitätsproblem für elliptische partielle Differentialgleichungen mit analytischen Koeffizienten.
Bereits im Jahr 1903 konnte Sergei Bernstein das Problem lösen, indem er die Analytizität der Lösungen einer gewissen Klasse von Differentialgleichungen bewies, die auch die fraglichen Gleichungen umfassen, unter der Voraussetzung, dass die dritten Ableitungen der Lösungen existieren und beschränkt sind. Bernstein behandelte elliptische partielle Differentialgleichungen zweiter Ordnung in zwei Variablen. Später konnten unter anderem Leon Lichtenstein, Eberhard Hopf, Ivan Petrovsky und Charles Morrey das Ergebnis verallgemeinern. Eine vollständige Lösung lieferten dann Ennio De Giorgi und John Forbes Nash in den 1950er Jahren.
Es gibt verschiedene Verallgemeinerungen des Problems, indem die Bedingungen an die Funktionale des Variationsproblems gelockert werden. Hier fanden aber ab Ende der 1960er Jahre Wladimir Gilelewitsch Masja, Ennio De Giorgi und andere Gegenbeispiele.
- Olga Oleinik: Zum neunzehnten Hilbertschen Problem. In: Pavel S. Alexandrov (Hrsg.): Die Hilbertschen Probleme. Harri Deutsch, 1998, S. 275–278.

### Hilberts zwanzigstes Problem
Fragestellung: Unter welchen Bedingungen besitzen Randwertprobleme Lösungen?
Lösung: Die Existenz einer Lösung kann nicht in jedem Fall durch eine Beschränkung der Randwerte gesichert werden.
Das zwanzigste Problem hängt eng mit dem neunzehnten zusammen und hat ebenfalls direkten Bezug zur Physik. Eine Motivation Hilberts war seine Beschäftigung mit und seine Rettung des Dirichletschen Prinzips (1904), des Beweises der Existenz der Lösung eines speziellen Variationsproblems, das Bernhard Riemann in seinen Arbeiten über Funktionentheorie verwendete, das dann aber durch die Kritik von Karl Weierstraß in Misskredit geriet. Das Variationsproblem führte auf die Laplacegleichung, ein Spezialfall elliptischer partieller Differentialgleichungen, die er als Lösung von Variationsproblemen schon im 19. Problem behandelte. Hier fragt er nach Randbedingungen für die Lösungen der partiellen Differentialgleichung, die die Existenz einer Lösung sicherstellen. Das Problem erwies sich als äußerst fruchtbar und es gibt umfangreiche Resultate zum Thema, sodass das Problem als gelöst angesehen werden kann. Die ersten wichtigen Schritte zur Lösung kamen wieder von Sergei Bernstein um 1910, weitere Fortschritte unter anderem von Jean Leray (1939).
- David Gilbarg, Neil Trudinger: Elliptic partial differential equations of the second order. Springer, 3. Auflage 1998.
- James Serrin: The problem of Dirichlet for quasilinear elliptic differential equations with many independent variables. Philosophical Transactions of the Royal Society A, Band 264, 1969, S. 413–496.
- James Serrin: The solvability of boundary value problems. In: F. Browder: Mathematical developments arising from Hilbert’s problems. AMS, Teil 2, 1976, S. 507–524.
- Enrico Bombieri: Variational problems and elliptic equations (Hilbert’s problem 20). In: F. Browder: Mathematical developments arising from Hilbert’s problems. AMS, Teil 2, 1976, S. 525–536.

### Hilberts einundzwanzigstes Problem
Fragestellung: Gibt es stets ein System von fuchsschen Differentialgleichungen bei gegebenen Singularitäten und gegebener Monodromiegruppe?
Lösung: Nein.
Fuchssche Differentialgleichungen sind homogene lineare Differentialgleichungen n-ter Ordnung im Komplexen (betrachtet auf der Riemannschen Zahlenkugel {\displaystyle {\hat {\mathbb {C} }}}, also mit dem Punkt im Unendlichen {\displaystyle x_{0}}), bei denen das singuläre Verhalten der Koeffizientenfunktionen auf bestimmte Weise eingeschränkt ist. Man kann sie als äquivalentes System von {\displaystyle n} linearen Differentialgleichungen erster Ordnung {\displaystyle {\frac {df_{i}(z)}{dz}}=\sum _{j}A_{ij}(z)f_{j}(z)} darstellen mit einer Matrix von Koeffizientenfunktionen {\displaystyle A(z)} nur mit Polen 1. Ordnung. Setzt man eine lokal gegebene Lösung um die k singulären Stellen {\displaystyle x_{i}} fort, erhält man bei Rückkehr zum Ausgangspunkt eine Transformation des Fundamentalsystems der Lösungen in sich durch eine (n×n)-Matrix {\displaystyle D}, die Monodromiematrix. Man erhält einen Homomorphismus der Fundamentalgruppe {\displaystyle \pi _{1}} von {\displaystyle {\hat {\mathbb {C} }}-\{x_{0},\ldots ,x_{k}\}} in die allgemeine lineare Gruppe {\displaystyle GL(n,\mathbb {C} )}. Das Problem lautet: Gibt es für k gegebene singuläre Stellen und eine beliebige Untergruppe von {\displaystyle GL(n,\mathbb {C} )} als Monodromiematrix ein solches Differentialgleichungssystem?
Nachdem die Frage zunächst für einige Spezialfälle positiv beantwortet werden konnte (unter anderem befassten sich Hilbert selbst mit dem Problem und davor Poincaré und Ludwig Schlesinger) und man bis in die 1980er Jahre dachte, dass Josip Plemelj 1908 die Lösung bereits gefunden hatte (in bejahendem Sinn), wobei er die Theorie der Fredholmschen Integralgleichungen benutzte, fand man Anfang der 1980er Jahre eine Lücke in dessen Beweis. Der Beweis von Plemelj gilt nicht für alle fuchsschen Systeme, sondern nur mit sogenannten regulären singulären Stellen (polynomiales Wachstum der Funktion um die singulären Stellen), denn Andrei Bolibruch fand 1989 ein Gegenbeispiel. Bolibruch fand aber, dass es solche Differentialgleichungen gibt, wenn man irreduzible Darstellungen der Monodromiegruppe betrachtet, und klassifizierte für {\displaystyle n=3} alle fuchsschen Systeme, für die es eine Monodromiedarstellung gibt.
Es wurden auch verschiedene Verallgemeinerungen über fuchssche Differentialgleichungen hinaus betrachtet (zum Beispiel von Helmut Röhrl). Für regulär singuläre Punkte und Verallgemeinerungen des Begriffs gewöhnlicher linearer Differentialgleichungen gelang Pierre Deligne eine allgemeine positive Lösung des Problems.
- D. V. Anosov, A. A. Bolibruch: Aspects of Mathematics – The Riemann-Hilbert problem. Vieweg, Braunschweig 1994, ISBN 3-528-06496-X.
- Helmut Röhrl: Zum einundzwanzigsten Hilbertschen Problem. In: Pavel S. Alexandrov (Hrsg.): Die Hilbertschen Probleme. Harri Deutsch, 1998 (behandelt die Entwicklung bis in die 1960er Jahre).

### Hilberts zweiundzwanzigstes Problem
Fragestellung: Wie können analytische Beziehungen mittels automorpher Funktionen uniformisiert werden?
Lösung: Für Gleichungen mit zwei Variablen gelöst, bei mehr Variablen gibt es noch offene Fragen.
Es handelt sich um eines der damals berühmtesten mathematischen Probleme, über das in der zweiten Hälfte des 19. Jahrhunderts und Anfang des 20. Jahrhunderts viel geforscht wurde. Bei der Uniformisierung setzt man sich zum Ziel, algebraische Kurven in zwei Variablen zu parametrisieren, also die Variablen durch Funktionen zu ersetzen, die nur noch von einer Veränderlichen abhängen. So lässt sich beispielsweise der Einheitskreis, der durch {\displaystyle x^{2}+y^{2}=1} gegeben ist, parametrisieren, indem man für {\displaystyle x} und {\displaystyle y} jeweils {\displaystyle \cos \alpha } und {\displaystyle \sin \alpha } einsetzt. Der gesuchte Uniformisierungssatz war eine Verallgemeinerung des Riemannschen Abbildungssatzes auf kompakte Riemannflächen, und um dessen Lösung lieferten sich Felix Klein und Poincaré Ende des 19. Jahrhunderts einen Wettkampf, aus dem Poincaré zunächst als Sieger hervorging. Dessen Beweis befriedigte Hilbert aber nicht.
1907 konnten Poincaré und unabhängig Paul Koebe das Problem schließlich lösen – allerdings nur für den Fall mit zwei Variablen. Verallgemeinert man das Problem auf mehr als zwei Variablen, so gibt es immer noch ungeklärte Fragen auf diesem Gebiet (Teil eines Programms von William Thurston).
- Lipman Bers: On Hilbert’s twenty-second problem. In: F. Browder: Mathematical developments arising from Hilbert’s problems. AMS, Teil 2, 1976, S. 559–609.

### Hilberts dreiundzwanzigstes Problem
Fragestellung: Wie können die Methoden der Variationsrechnung weiterentwickelt werden?
Lösung: Das Problem ist zu vage gestellt, als dass man eine konkrete Lösung angeben könnte.
Die Variationsrechnung ist in Hilberts Worten „die Lehre vom Variieren der Funktionen“ und hatte in seiner Auffassung eine besondere Wichtigkeit. Deswegen formuliert er im letzten Teil seines Vortrags kein spezielles Problem mehr, sondern forderte allgemein zur Weiterentwicklung dieses Gebietes auf. Mit der Entwicklung und dem umfangreichen Ausbau der Funktionalanalysis wurde diesem Anliegen Hilberts im 20. Jahrhundert Rechnung getragen, auch im Bereich der Anwendungen (zum Beispiel Theorie optimaler Steuerungen). Hilberts eigene spätere Arbeit zum Dirichletschen Prinzip stand am Anfang der Einführung „direkter Methoden“ in die Variationsrechnung. Übersichten über die Entwicklung im 20. Jahrhundert stammen unter anderem von Stefan Hildebrandt und Guido Stampacchia.

### „Hilberts vierundzwanzigstes Problem“
Fragestellung: Wie kann die Einfachheit eines mathematischen Beweises gemessen werden? Wie kann ein einfachster Beweis eines Satzes gefunden werden?
Lösung: Das Problem ist zu vage gestellt, als dass man eine konkrete Lösung angeben könnte.
Hilberts 24. Problem ist ein mathematisches Problem, dessen Formulierung in Hilberts Nachlass gefunden wurde und das manchmal als Ergänzung seiner Liste von 23 mathematischen Problemen benannt wird. Hilbert stellt dabei die Frage nach Kriterien beziehungsweise Beweisen dafür, ob ein Beweis der einfachste für ein mathematisches Problem ist.